# 高桑栄松
高桑 栄松（高桑 榮松、たかくわ えいまつ、旧姓:桜井、1919年2月8日 - 2016年5月4日）は、日本の政治家、医学者。北海道大学名誉教授、参議院議員（2期）。医学博士。位階は従三位、勲等は勲一等。
長兄は熊本県知事、参議院議員の桜井三郎。

## 経歴
新潟県西蒲原郡地蔵堂町（現燕市）に10人兄弟の8番目として生まれる。新潟県立巻中学校を経て北海道帝国大学医学部卒業。同大学院博士課程修了。1945年札幌在住の親戚である高桑家の養子となる。1956年より北海道大学へ赴任。医学部長・大学院環境科学研究科長を経て、1980年より公害研究所（現国立環境研究所）所長として筑波研究学園都市で過ごす。同年、紺綬褒章受章。
1983年、第13回参議院議員通常選挙比例代表区に公明党より出馬し初当選。公明党・国民会議として統一会派に所属した。当時の国民会議は草川昭三、高木健太郎、和田教美、中西珠子、続訓弘、広中和歌子など、創価学会の会員・公明党員（立候補時）ではなく、公明党の活動に賛同した議員が参加した会派だった。当選後は北海道内多数の医師会員が、後援会に名を連ねた。2期12年間で科学技術特別委員長・運輸委員長、文教・環境・社労委員などを歴任。1986年の予算委員会でエイズ抗体検査の重要性を指摘、実現に繋がった。
政界引退後は実業界に入り、丸井今井札幌本店南館が入る高桑ビルの社長を務めた。
1995年、秋の叙勲で勲一等瑞宝章受章。
2016年5月4日、心疾患のため死去。没97歳。死没日をもって従三位に叙される。